# Глендейл (Орегон)
Вижте пояснителната страница за други значения на Глендейл.
Глендейл (на английски: Glendale) е град в окръг Дъглас, щата Орегон, САЩ. Глендейл е с население от 855 жители (2000) и обща площ от 1 km². Намира се на 429,8 m надморска височина. ЗИП кодът му е 97442, а телефонният му код е 541.